# 31. oktober
31. oktober er dag 304 i året i den gregorianske kalender (dag 305 i skudår). Der er 61 dage tilbage af året.
Louises dag. Dagen har fået dette navn efter kronprinsesse Louise, som blev født denne dag i 1851.
Dagen er luthersk-evangelisk reformationsdag, idet Martin Luther på denne dag indledte sin modstand mod den etablerede kirke, hvilket førte til reformationen, efter han opslog sine 95 teser på kirkedøren i Wittenberg i 1517.
Det er Halloween (nært beslægtet med allehelgensaften). Ifølge folketroen er hekse, genfærd og mørkets magter løs denne aften. Mange steder fortælles der spøgelseshistorier og tages varsler. Det er en stor festdag, især i USA, men også i Skotland og Wales. I USA er dagen også "national trylledag", National Magic Day, indstiftet til minde om Harry Houdini (1874-1926), der døde 31. oktober 1926.

### Begivenheder
Født - Dødsfald
- 1517 - Martin Luther opslår sine berømte 95 teser mod Pavekirken på domkirkedøren i Wittenberg.
- 1807 - Danmark slutter forbund med Napoleon.
- 1875 - Billedhuggeren Steins statue af Ludvig Holberg afsløres ved Det kongelige Teater i København.
- 1876 - En kraftig cyklon hærger Indien og resulterer i 200.000 døde.
- 1915 - I Stockholm vinder det danske fodboldlandshold 2-0 over Sverige.
- 1918 - Det moderne Ungarn dannes efter en række andre lande i det Østrig-Ungarnske rige havde erklæret deres uafhængighed og riget reelt var faldet fra hinanden.
- 1922 - Benito Mussolini bliver italiensk regeringschef.
- 1938 - I et forsøg på at genoprette investorernes tillid efter Depressionen præsenterer New York Stock Exchange et 15-punkts program, der stræber efter at opprioritere beskyttelsen for private investorer.
- 1944 - Royal Air Force bomber (med 24 Mosquito-fly) Gestapohovedkvarteret i Århus. Gestapohovedkvarteret bliver fuldstændigt ødelagt ved denne præcisionsbombning. De fleste arkiver brænder, og cirka 100 tyskere og nogle få danskere bliver dræbt.
- 1956 - Storbritannien og Frankrig begynder at bombe Egypten for at få landet til at genåbne Suezkanalen.
- 1971 - d. 31.10: Kvinder kan deltage ved valget i Schweiz ved Federal Assembly.
- 1974 - Det danske arbejdsløshedstal opgøres til 90.000.
- 1979 - I en EM-kvalifikationskamp i Sofia taber Danmarks fodboldlandshold med 3-0 til Bulgarien.
- 1984 - Indiens premierminister Indira Gandhi myrdes (se under Døde).
- 1986 - Den 113 år gamle Roskilde Tidende udkommer for sidste gang. Efter mange års underskud mener Politikens Hus, der udgav avisen, at det er nødvendigt at lukke den.
- 1989 - Tycho Brahe Planetarium i København indvies.
- 1991 - Eva Fjellerup genvinder sit verdensmesterskab i moderne femkamp for kvinder i Australien. Kun én kvinde havde tidligere præsteret at genvinde titlen.
- 1995 - Fodboldklubben Brøndby vinder sensationelt 1-0 på udebane over engelske Liverpool FC i en UEFA Cup kamp på et mål af forsvarsspilleren Dan Eggen sidst i anden halvleg og går dermed videre i turneringen til 3. runde. Den første kamp var endt 0-0. Det er første gang, et dansk klubhold slår et engelsk hold ud af en europæisk turnering.
- 1996 - Forfatteren Salman Rushdie nægtes indrejse i Danmark med begrundelse i ”for stor sikkerhedsrisiko”. Rushdie, der var dødsdømt af det iranske præstestyre, skulle til Danmark for at modtage en europæisk pris. Han kommer efter voldsomt politisk pres samt pres fra medierne og under store sikkerhedsforanstaltninger alligevel senere og modtager prisen. Sagen udvikler sig til en stor krise for regeringen Poul Nyrup Rasmussen II. “Beslutningen blev truffet i regeringens sikkerhedsudvalg den 10. oktober på baggrund af en trusselsvurdering” kilde: https://danmarkshistorien.dk/vis/materiale/debat-i-folketinget-om-forbud-mod-salman-rushdies-indrejse-i-danmark-1996

### Født
- 1632 - (dåbsdag) Johannes Vermeer, hollandsk maler (død 1675).
- 1851 - Louise af Sverige-Norge, dansk dronning (død 1926).
- 1859 - Verner Dahlerup, dansk filolog og ordbogsgrundlægger (død 1938).
- 1877 - Hakon Schmedes, dansk violinist og komponist (død 1938).
- 1887 - Chiang Kai-shek, kinesisk nationalistleder (død 1975).
- 1887   - Valdemar Skjerning, dansk skuespiller (død 1970).
- 1898 - C.F. Møller, dansk arkitekt (død 1988).
- 1905 - Gunnar Lauring, dansk skuespiller (død 1968).
- 1909 - Erik Sjøberg, kgl. dansk kammersanger og tenor (død 1973).
- 1912 - Jef Blume, dansk lærer (død 1996).
- 1916 - Carl Johan Bernadotte, svensk kongelig (død 2012).
- 1920 - Fritz Walter, tysk fodboldspiller (død 2002).
- 1929 - Bud Spencer, italiensk skuespiller (død 2016).
- 1932 - Poul Pedersen, dansk fodboldspiller (død 2016).
- 1937 - Tom Paxton, amerikansk sanger.
- 1942 - David Ogden Stiers, amerikansk skuespiller (død 2018).
- 1943 - Flemming Østergaard, dansk direktør, bestyrelsesformand i Parken, Sport & Entertainment.
- 1944 - Kirsten Vaupel, dansk sanger.
- 1946 - Torben Sekov, dansk skuespiller.
- 1950 - John Candy, amerikansk skuespiller (død 1994).
- 1950 - Zaha Hadid, britisk arkitekt (død 2016).
- 1961 - Peter Jackson, newzealandsk filminstruktør.
- 1961 - Alain Portes, fransk håndboldtræner og tidligere håndboldspiller.
- 1963 - Mogens Jensen, dansk politiker og folketingsmedlem.
- 1963   - Mogens Krogh, dansk fodboldspiller.
- 1963   - Anita Bay Bundegaard, dansk redaktør, tidligere minister.
- 1964 - Marco van Basten, hollandsk fodboldspiller.
- 1967 - Vanilla Ice, amerikansk rapper.
- 1974 - Natasja Saad, dansk toaster (død 2007) - bilulykke.
- 1981 - Frank Iero, guitarist- My Chemical Romance.
- 1984 - Hanna Hilton, amerikansk pornoskuespiller.
- 1984 - Mads Timm, dansk fodboldspiller.
- 1997 - Marcus Rashford, engelsk fodboldspiller.

### Dødsfald
- 1926 - Harry Houdini, amerikansk udbryderkonge og tryllekunstner (født 1874).
- 1984 - Indira Gandhi, indisk premierminister (født 1917) - myrdet.
- 1985 - Poul Reichhardt, dansk skuespiller (født 1913).
- 1990 - Dorothy Larsen, kgl. dansk kammersanger (født 1911).
- 1993 - Federico Fellini, italiensk filminstruktør (født 1920).
- 1993   - River Phoenix, amerikansk skuespiller (født 1970) - narkotikaoverdosis.
- 1999 - Mogens Winkel Holm, dansk komponist (født 1936).
- 2006 - P.W. Botha, sydafrikansk premierminister (født 1916).
- 2010 - Ted Sorensen, amerikansk politisk rådgiver (født 1928).
- 2010 - Egon Pleidrup Poulsen, dansk politiker (født 1950) - druknet
- 2020 - Sean Connery, skotsk skuespiller (født 1930).